# 陈诚、顾祝同、罗广文公馆
陈诚、顾祝同、罗广文公馆位于重庆市沙坪坝区山洞街道平正村103号，抗日战争时期曾作为陈诚、顾祝同寓所，1945年后罗广文曾在此居住。建筑为砖木结构的折衷主义风格平房，坐北朝南，屋顶为单檐悬山顶，小青瓦铺面，主楼面阔五间22.9米，进深两间7.4米，左侧厢房面阔14.1米、进深6米，总建筑面积353平方米。现产权归属中国人民解放军信息支援部队工程大学通信士官学校，建筑处于闲置状态。2009年12月15日作为“山洞抗战遗址群”的一部分公布为重庆市文物保护单位。